# セリエAエリート
セリエAエリート（イタリア語：Serie A Elite、セリエ・アー・エリート）は、ラグビーユニオンのイタリア国内トップリーグである。イタリアラグビー連盟が運営する。下位大会は、セリエA（Serie A、セリエ・アー）。

## 概要
2024-25シーズン現在、10チームによりホームとアウェーを変えて総当たり戦（各チーム18試合）を行う。上位4チームがプレーオフに進出。準決勝はホームとアウェーを変えて2試合ずつ行う。決勝戦は1回のみの対戦。3位決定戦は行わない。
最多優勝はアマトーリ・ミラノの18回（アンブロジアーナ1回、ミラン2回を含む）。しかし、降格および選手不足により2011年に解散した。

## 大会名
1929年2月、ディヴィジオーネ・ナツィオナーレ（Divisione Nazionale）の名称で最初の大会が行われた。
大会創設以来、リーグ再編やチーム数増減などに伴いセリエA、スーペル10、エッチェッレンツァ、トップ12、トップ10などと大会名が変遷してきた。現在「セリエA」は下位大会の名称となっている。
| シーズン           | 大会名                                                   |
| ------------------ | -------------------------------------------------------- |
| 1928-29 ～ 1945-46 | ディヴィジオーネ・ナツィオナーレ（Divisione Nazionale）  |
| 1946-47 ～ 1959-60 | セリエA（Serie A、セリエ・アー）                         |
| 1960-61 ～ 1964-65 | エッチェッレンツァ（Eccellenza）                         |
| 1965-66 ～ 1985-86 | セリエA（Serie A、セリエ・アー）                         |
| 1986-87 ～ 2000-01 | セリエA1（Serie A1、セリエ・アー・ウノ）                 |
| 2001-02 ～ 2009-10 | スーペル10（Super 10、スーペル・ディエチ）               |
| 2010-11 ～ 2017-18 | エッチェッレンツァ（Eccellenza）                         |
| 2018-19 ～ 2019-20 | トップ12（Top12、トップ・ドーディチ）                    |
| 2020-21 ～ 2022-23 | トップ10（Top10、トップ・ディエチ）                      |
| 2023-24 ～ 現在    | セリエAエリート（Serie A Elite、セリエ・アー・エリート） |

## 歴史
1929年の大会創設から1940年代にかけては、20シーズンのうちアマトーリ・ミラノ（アンブロジアーナを含む）が14回、ラグビー・ローマ（ラグビー・ローマ・オリンピックを含む）が4回と、ミラノとローマのチームで優勝をほぼ独占していた。
第二次世界大戦により、1943-44シーズンと1944-45シーズンは開催中止となった。
1950年代に入るとヴェネト州のチームが台頭。ロヴィーゴが1950-51シーズンから4連覇を達成した。
1950年代後半-60年代にかけてはフィアンメ・オーロ・パドヴァが、1970年代-80年代はペトラルカが、そして1990年代以降はベネットン・トレヴィーゾが覇権を握るなど、1950-51シーズンから2009-10シーズンまでの60シーズンのうち、ヴェネト州のチームが42回の優勝を記録した。
2006年には、イタリアとアルゼンチンのクラブ王者が対戦するコッパ・インテルコンティネンターレが創設され、イタリアからは2004-05シーズンを制したカルヴィザーノが出場した。試合は、カルヴィザーノが28-10で勝利した。しかしこの大会は定着せず、この1回限りの開催に終わった。詳細は「コッパ・インテルコンティネンターレ」を参照。
2009-10シーズンを最後に、優勝15回のベネットン・トレヴィーゾが離脱。翌シーズンから、国際大会であるケルティックリーグ（現在のユナイテッド・ラグビー・チャンピオンシップ）に加入した。
2019-20シーズンは、COVID-19パンデミックの影響により、第12節（全22節）まで日程消化したところでシーズン打ち切りとなった。

## 参加チーム
2024-25シーズン（10チーム）
| チーム名                                                     | 2023-24 順位         | ホームタウン                             | ホームスタジアム                 | 収容人数 |
| ------------------------------------------------------------ | -------------------- | ---------------------------------------- | -------------------------------- | -------- |
| ヴィアダーナ Rugby Viadana 1970                              | 1位 (準優勝)         | ロンバルディア州ヴィアダーナ             | Stadio Luigi Zaffanella          | 6,000    |
| ロヴィーゴ Rugby Rovigo Delta                                | 2位                  | ヴェネト州ロヴィーゴ                     | Stadio Mario Battaglini          | 5,500    |
| ペトラルカ Petrarca Rugby                                    | 3位 (優勝)           | ヴェネト州パドヴァ                       | Stadio Plebiscito                | 7,715    |
| ヴァロラグビー Valorugby Emilia                              | 4位                  | エミリア＝ロマーニャ州レッジョ・エミリア | Stadio Mirabello                 | 4,400    |
| コロルノ Rugby Colorno 1975                                  | 5位                  | エミリア＝ロマーニャ州コロルノ           | Stadio Gino Maini                | 1,000    |
| モリアーノ Mogliano Veneto Rugby                             | 6位                  | ヴェネト州モリアーノ                     | Stadio Maurizio Quaggia          | 786      |
| フィアンメ・オーロ Gruppo Sportivo Fiamme Oro Rugby          | 7位                  | ラツィオ州ローマ                         | Centro sportivo Polizia di Stato | 1,348    |
| ライオンス Associazione Sportiva Dilettantistica Rugby Lyons | 8位                  | エミリア＝ロマーニャ州ピアチェンツァ     | Stadio Walter Beltrametti        | 3,000    |
| ヴィチェンツァ Rugby Vicenza                                 | 9位                  | ヴェネト州ヴィチェンツァ                 | Rugby Arena                      | 800      |
| SSラツィオ Polisportiva S.S. Lazio Rugby 1927                | (2部大会)セリエA 1位 | ラツィオ州ローマ                         | Centro sportivo Giulio Onesti    | 1,036    |

## 歴代優勝チーム
1986-87シーズンまでは優勝決定プレーオフがないため、スコア無し。出典：
| シーズン  | 優勝チーム                                                   | スコア                                                       | 準優勝チーム                                                 | 備考                                                         |
| --------- | ------------------------------------------------------------ | ------------------------------------------------------------ | ------------------------------------------------------------ | ------------------------------------------------------------ |
| 1928-29   | アンブロジアーナ (1)                                         | ‐                                                            | SSラツィオ                                                   | 対戦はすべて1929年                                           |
| 1929-30   | アマトーリ・ミラノ (2) ※旧アンブロジアーナ                   | ‐                                                            | ラグビー・ローマ                                             | 対戦はすべて1930年                                           |
| 1930-31   | アマトーリ・ミラノ (3)                                       | ‐                                                            | ラグビー・ローマ                                             |                                                              |
| 1931-32   | アマトーリ・ミラノ (4)                                       | ‐                                                            | ラグビー・ローマ                                             |                                                              |
| 1932-33   | アマトーリ・ミラノ (5)                                       | ‐                                                            | ボローニャ                                                   |                                                              |
| 1933-34   | アマトーリ・ミラノ (6)                                       | ‐                                                            | ラグビー・ローマ                                             | 対戦はすべて1934年                                           |
| 1934-35   | ラグビー・ローマ (1)                                         | ‐                                                            | ボローニャ                                                   |                                                              |
| 1935-36   | アマトーリ・ミラノ (7)                                       | ‐                                                            | GUFトリノ                                                    |                                                              |
| 1936-37   | ラグビー・ローマ (2)                                         | ‐                                                            | アマトーリ・ミラノ                                           | 対戦はすべて1937年                                           |
| 1937-38   | アマトーリ・ミラノ (8)                                       | ‐                                                            | GUFトリノ                                                    |                                                              |
| 1938-39   | アマトーリ・ミラノ (9)                                       | ‐                                                            | GUFトリノ                                                    |                                                              |
| 1939-40   | アマトーリ・ミラノ (10)                                      | ‐                                                            | GUFミラノ                                                    |                                                              |
| 1940-41   | アマトーリ・ミラノ (11)                                      | ‐                                                            | GUFトリノ                                                    |                                                              |
| 1941-42   | アマトーリ・ミラノ (12)                                      | ‐                                                            | GUFミラノ                                                    |                                                              |
| 1942-43   | アマトーリ・ミラノ (13)                                      | ‐                                                            | GUFトリノ                                                    |                                                              |
| 1945-46   | アマトーリ・ミラノ (14)                                      | ‐                                                            | アマトーリ・ローマ                                           | 対戦はすべて1946年                                           |
| 1946-47   | ジンナスティカ・トリノ (1)                                   | ‐                                                            | ボローニャ                                                   |                                                              |
| 1947-48   | ラグビー・ローマ・オリンピック (3)                           | ‐                                                            | ロヴィーゴ                                                   |                                                              |
| 1948-49   | ラグビー・ローマ・オリンピック (4)                           | ‐                                                            | ロヴィーゴ                                                   |                                                              |
| 1949-50   | パルマ (1)                                                   | ‐                                                            | アマトーリ・ミラノ                                           |                                                              |
| 1950-51   | ロヴィーゴ (1)                                               | ‐                                                            | ラグビー・ローマ・オリンピック                               |                                                              |
| 1951-52   | ロヴィーゴ (2)                                               | ‐                                                            | パルマ                                                       |                                                              |
| 1952-53   | ロヴィーゴ (3)                                               | ‐                                                            | パルマ                                                       |                                                              |
| 1953-54   | ロヴィーゴ (4)                                               | ‐                                                            | トレヴィーゾ                                                 |                                                              |
| 1954-55   | パルマ (2)                                                   | ‐                                                            | ロヴィーゴ                                                   |                                                              |
| 1955-56   | トレヴィーゾ (1)                                             | ‐                                                            | パルマ                                                       |                                                              |
| 1956-57   | パルマ (3)                                                   | ‐                                                            | CUSトリノ                                                    |                                                              |
| 1957-58   | フィアンメ・オーロ・パドヴァ (1)                             | ‐                                                            | ラグビー・ミラノ                                             |                                                              |
| 1958-59   | フィアンメ・オーロ・パドヴァ (2)                             | ‐                                                            | ラクイラ                                                     |                                                              |
| 1959-60   | フィアンメ・オーロ・パドヴァ (3)                             | ‐                                                            | ロヴィーゴ                                                   |                                                              |
| 1960-61   | フィアンメ・オーロ・パドヴァ (4)                             | ‐                                                            | トレヴィーゾ                                                 |                                                              |
| 1961-62   | ロヴィーゴ (5)                                               | ‐                                                            | フィアンメ・オーロ・パドヴァ                                 |                                                              |
| 1962-63   | ロヴィーゴ (6)                                               | ‐                                                            | フィアンメ・オーロ・パドヴァ                                 |                                                              |
| 1963-64   | ロヴィーゴ (7)                                               | ‐                                                            | パルマ                                                       |                                                              |
| 1964-65   | パルテノペ (1)                                               | ‐                                                            | CUSローマ                                                    |                                                              |
| 1965-66   | パルテノペ (2)                                               | ‐                                                            | CUSローマ                                                    |                                                              |
| 1966-67   | ラクイラ (1)                                                 | ‐                                                            | フィアンメ・オーロ・パドヴァ                                 |                                                              |
| 1967-68   | フィアンメ・オーロ・パドヴァ (5)                             | ‐                                                            | ラクイラ                                                     |                                                              |
| 1968-69   | ラクイラ (2)                                                 | ‐                                                            | ペトラルカ                                                   |                                                              |
| 1969-70   | ペトラルカ (1)                                               | ‐                                                            | ラクイラ                                                     |                                                              |
| 1970-71   | ペトラルカ (2)                                               | ‐                                                            | CUSジェノヴァ                                                |                                                              |
| 1971-72   | ペトラルカ (3)                                               | ‐                                                            | CUSジェノヴァ                                                |                                                              |
| 1972-73   | ペトラルカ (4)                                               | ‐                                                            | CUSジェノヴァ                                                |                                                              |
| 1973-74   | ペトラルカ (5)                                               | ‐                                                            | ラクイラ                                                     |                                                              |
| 1974-75   | ブレシア (1)                                                 | ‐                                                            | ラクイラ                                                     |                                                              |
| 1975-76   | ロヴィーゴ (8)                                               | ‐                                                            | ブレシア                                                     |                                                              |
| 1976-77   | ペトラルカ (6)                                               | ‐                                                            | ロヴィーゴ                                                   |                                                              |
| 1977-78   | トレヴィーゾ (2)                                             | ‐                                                            | ロヴィーゴ                                                   |                                                              |
| 1978-79   | ロヴィーゴ (9)                                               | ‐                                                            | ブレシア                                                     |                                                              |
| 1979-80   | ペトラルカ (7)                                               | ‐                                                            | ロヴィーゴ                                                   |                                                              |
| 1980-81   | ラクイラ (3)                                                 | ‐                                                            | ペトラルカ                                                   |                                                              |
| 1981-82   | ラクイラ (4)                                                 | ‐                                                            | ベネットン・トレヴィーゾ                                     |                                                              |
| 1982-83   | ベネットン・トレヴィーゾ (3)                                 | ‐                                                            | ラクイラ                                                     |                                                              |
| 1983-84   | ペトラルカ (8)                                               | ‐                                                            | ベネットン・トレヴィーゾ                                     |                                                              |
| 1984-85   | ペトラルカ (9)                                               | ‐                                                            | ベネットン・トレヴィーゾ                                     |                                                              |
| 1985-86   | ペトラルカ (10)                                              | ‐                                                            | ラクイラ                                                     |                                                              |
| 1986-87   | ペトラルカ (11)                                              | ‐                                                            | ベネットン・トレヴィーゾ                                     |                                                              |
| 1987-88   | ロヴィーゴ (10)                                              | 9-7                                                          | ベネットン・トレヴィーゾ                                     | 優勝決定プレーオフが始まる                                   |
| 1988-89   | ベネットン・トレヴィーゾ (4)                                 | 20-9                                                         | ロヴィーゴ                                                   |                                                              |
| 1989-90   | ロヴィーゴ (11)                                              | 18-9                                                         | ベネットン・トレヴィーゾ                                     |                                                              |
| 1990-91   | アマトーリ・ミラノ (15)                                      | 37-18                                                        | ベネットン・トレヴィーゾ                                     |                                                              |
| 1991-92   | ベネットン・トレヴィーゾ (5)                                 | 27-18                                                        | ロヴィーゴ                                                   |                                                              |
| 1992-93   | アマトーリ・ミラノ (16)                                      | 41-15                                                        | ベネットン・トレヴィーゾ                                     |                                                              |
| 1993-94   | ラクイラ (5)                                                 | 23-15                                                        | ミラン                                                       |                                                              |
| 1994-95   | ミラン (17) ※旧アマトーリ・ミラノ                            | 27-15                                                        | ベネットン・トレヴィーゾ                                     |                                                              |
| 1995-96   | ミラン (18)                                                  | 23-17                                                        | ベネットン・トレヴィーゾ                                     |                                                              |
| 1996-97   | ベネットン・トレヴィーゾ (6)                                 | 34-29                                                        | ミラン                                                       |                                                              |
| 1997-98   | ベネットン・トレヴィーゾ (7)                                 | 9-3                                                          | ペトラルカ                                                   |                                                              |
| 1998-99   | ベネットン・トレヴィーゾ (8)                                 | 23-14                                                        | ペトラルカ                                                   |                                                              |
| 1999-2000 | ラグビー・ローマ・オリンピック                               | 35-17                                                        | ラクイラ                                                     |                                                              |
| 2000-01   | ベネットン・トレヴィーゾ (9)                                 | 33-13                                                        | アマトーリ・カルヴィザーノ                                   |                                                              |
| 2001-02   | ヴィアダーナ (1)                                             | 19-12                                                        | アマトーリ・カルヴィザーノ                                   |                                                              |
| 2002-03   | ベネットン・トレヴィーゾ (10)                                | 34-12                                                        | アマトーリ・カルヴィザーノ                                   |                                                              |
| 2003-04   | ベネットン・トレヴィーゾ (11)                                | 23-10                                                        | カルヴィザーノ                                               |                                                              |
| 2004-05   | カルヴィザーノ                                               | 25-20                                                        | ベネットン・トレヴィーゾ                                     |                                                              |
| 2005-06   | ベネットン・トレヴィーゾ (12)                                | 17-12                                                        | カルヴィザーノ                                               |                                                              |
| 2006-07   | ベネットン・トレヴィーゾ (13)                                | 28-24                                                        | ヴィアダーナ                                                 |                                                              |
| 2007-08   | カルヴィザーノ (1)                                           | 20-3                                                         | ベネットン・トレヴィーゾ                                     |                                                              |
| 2008-09   | ベネットン・トレヴィーゾ (14)                                | 29-20                                                        | ヴィアダーナ                                                 |                                                              |
| 2009-10   | ベネットン・トレヴィーゾ (15)                                | 16-12                                                        | ヴィアダーナ                                                 | ベネットン・トレヴィーゾの国内参加最終シーズン               |
| 2010-11   | ペトラルカ (12)                                              | 18-14                                                        | ロヴィーゴ・デルタ                                           |                                                              |
| 2011-12   | カルヴィザーノ (2)                                           | ‐                                                            | イ・カヴァリエリ                                             | 複数の決勝戦により優勝が決まる                               |
| 2012-13   | モリアーノ (1)                                               | 16-11                                                        | イ・カヴァリエリ                                             |                                                              |
| 2013-14   | カルヴィザーノ (3)                                           | 26-17                                                        | ロヴィーゴ・デルタ                                           |                                                              |
| 2014-15   | カルヴィザーノ (4)                                           | 11-10                                                        | ロヴィーゴ・デルタ                                           |                                                              |
| 2015-16   | ロヴィーゴ・デルタ (12)                                      | 20-13                                                        | カルヴィザーノ                                               |                                                              |
| 2016-17   | カルヴィザーノ (5)                                           | 43-29                                                        | ロヴィーゴ・デルタ                                           |                                                              |
| 2017-18   | ペトラルカ (13)                                              | 19-11                                                        | カルヴィザーノ                                               |                                                              |
| 2018-19   | カルヴィザーノ (6)                                           | 33-10                                                        | ロヴィーゴ・デルタ                                           |                                                              |
| 2019-20   | 新型コロナウイルス感染症の世界的流行のため、シーズン打ち切り | 新型コロナウイルス感染症の世界的流行のため、シーズン打ち切り | 新型コロナウイルス感染症の世界的流行のため、シーズン打ち切り | 新型コロナウイルス感染症の世界的流行のため、シーズン打ち切り |
| 2020-21   | ロヴィーゴ・デルタ (13)                                      | 23-20                                                        | ペトラルカ                                                   |                                                              |
| 2021-22   | ペトラルカ (14)                                              | 19-6                                                         | ロヴィーゴ・デルタ                                           |                                                              |
| 2022-23   | ロヴィーゴ・デルタ (14)                                      | 16-9                                                         | ペトラルカ                                                   |                                                              |
| 2023-24   | ペトラルカ (15)                                              | 28-10                                                        | ヴィアダーナ                                                 | [ 8 ]                                                        |
| 2024-25   | ロヴィーゴ・デルタ (15)                                      | 27-21                                                        | ペトラルカ                                                   | [ 9 ]                                                        |

## 関連大会
|                   | ヨーロッパ6か国 および 南アフリカ共和国 ほか ・ |                                            |                                            |                                                                         | |
| 上位大会          | ヨーロピアンラグビー・チャンピオンズカップ      | ヨーロピアンラグビー・チャンピオンズカップ | ヨーロピアンラグビー・チャンピオンズカップ | ヨーロピアンラグビー・チャンピオンズカップ                              | ヨーロピアンラグビー・チャンピオンズカップ                                                                             |
| 下位大会          | EPCRチャレンジカップ                            | EPCRチャレンジカップ                       | EPCRチャレンジカップ                       | EPCRチャレンジカップ                                                    | EPCRチャレンジカップ                                                                                                   |
|                   |                                                 |                                            |                                            |                                                                         | |
|                   | イングランド                                    | フランス                                   |                                            | アイルランド・スコットランド・ウェールズ・イタリア・南アフリカ共和国 ・ | アイルランド・スコットランド・ウェールズ・イタリア・南アフリカ共和国 ・                                                |
| 1部大会           | プレム・ラグビー (旧 プレミアシップ・ラグビー)  | トップ14                                   | ユナイテッド・ラグビー・チャンピオンシップ | ユナイテッド・ラグビー・チャンピオンシップ                              | |
|                   |                                                 |                                            |                                            |                                                                         | |
| 2部大会           | チャンプ・ラグビー (旧 RFUチャンピオンシップ)   | プロD2                                     |                                            | 各 国内リーグ                                                           | オールアイルランド・リーグ、 スコティッシュ・プレミアシップ、 スーパーラグビー・カムリ、 セリエAエリート、カリーカップ |
| 3部大会           | ナショナルリーグ1                               | シャンピオナ・フェデラル・ナシオナル       |                                            | 各 国内リーグ                                                           | オールアイルランド・リーグ、 スコティッシュ・プレミアシップ、 スーパーラグビー・カムリ、 セリエAエリート、カリーカップ |
| 4部大会           | ナショナルリーグ2                               | シャンピオナ・フェデラル・ナシオナル2      | 各国 下位リーグ                            | 略                                                                      | |
| 5/6部大会         | リージョナル1/2                                 | 略                                         | 各国 下位リーグ                            | 略                                                                      | |
| 7/8/9/10/11部大会 | カウンティーズ1/2/3/4/5                         | 略                                         | 各国 下位リーグ                            | 略                                                                      | |